# Eudesmus caudalis
Eudesmus caudalis är en skalbaggsart som beskrevs av Bates 1865. Eudesmus caudalis ingår i släktet Eudesmus och familjen långhorningar. Inga underarter finns listade i Catalogue of Life.